# Spanish Open 1989
Spanish Open 1989 — тенісний турнір, що проходив на відкритих кортах з ґрунтовим покриттям Real Club de Tenis Barcelona в Барселоні (Іспанія). Належав до турнірів 2-ї категорії в рамках Туру WTA 1989. Тривав з 25 до 30 квітня 1989 року. Друга сіяна Аранча Санчес здобула титул в одиночному розряді.

## Фінальна частина

### Одиночний розряд
Аранча Санчес —  Гелен Келесі 6–2, 5–7, 6–1
- Для Санчес це був 1-й титул за рік і 3-й — за кар'єру.

### Парний розряд
Яна Новотна /  Тіна Шоєр-Ларсен —  Аранча Санчес /  Юдіт Візнер 6–2, 2–6, 7–6(7–3)
- Для Новотної це був 5-й титул за сезон і 17-й — за кар'єру. Для Шоєр-Ларсен це був 1-й титул за рік і 5-й — за кар'єру.